# Ван ’т Ваут, Мелле
Мелле ван ’т Ваут (нидерл. Melle van't Wout; род. 18 февраля 2000 года; Ларен, Нидерланды) — нидерландский шорт-трекист, 2-кратный чемпион Европы, 3-кратный призёр чемпионата Нидерландов.

## Биография
Мелле ван ’т Ваут родился в городе-общине Ларен. Ему было 4 года, когда его семья переехала в Канаду, в небольшой город Брейсбридж, что находится к северу от Торонто. Там, с 2005 года он играл в хоккей 8 лет со своим младшим братом Йенсом в клубе "Bracebridge Bears", пока его родители не решили, что этот вид спорта слишком опасен, и не посоветовали им обоим заняться шорт-треком. Там же он занялся шорт-треком в возрасте 14 лет в клубе "Barrie Speed Skating", а через полгода в 2014 году семья вернулась в Нидерланды, в город Алмере. 
Ещё через 2 года семья переехала в небольшую деревню Синтьоханнесге. В начале января 2015 года Мелле уже участвовал на юниорском  чемпионате страны. В 2018 году он дебютировал вместе с братом на взрослом чемпионате Нидерландов, а также участвовал на Европейском юношеском олимпийском фестивале в Эрзуруме, где нёс флаг на церемонии открытия и выиграл бронзу в эстафете. В 2019 году на чемпионате мира среди юниоров в Монреале, где выиграл серебряную медаль в эстафете и занял 24-е место на дистанции 500 м. 
В марте выиграл серебряную медаль на юниорском национальном чемпионате, обойдя своего брата на подиуме. Он также дебютировал на Кубке мира в феврале 2019 года. В феврале 2020 года на этапе Кубка мира в Дрездене выиграл бронзовые медали в забеге на 500 метров, в мужской и смешанной эстафетах. В декабре на национальном чемпионате Нидерландов он выиграл серебро в беге на 1000 метров, а в общем зачёте поднялся на 5-е место. В сезоне 2021/22 Мелле ван ’т Ваут выступал мало из-за серьёзной травмы спины, но через год стал серебряным призёром чемпионата страны в забеге на 1000 метров и бронзовым на 500 метров.
В январе 2023 года он впервые выиграл золотые медали на чемпионате Европы в Гданьске в мужской и смешанной эстафетах, а в феврале занял 3-е место на Кубке мира в смешанной эстафете. В сезоне 2023/24 Ван 'т Ваут несколько месяцев боролся с травмой колена, и во время этапов Кубка мира в Азии наступил переломный момент. Боль была настолько сильной, что он больше не мог нормально кататься. В итоге он не вышел на лёд во время чемпионата мира в своей стране. А в июле перенёс операцию и в настоящее время 
проходит курс реабилитации.

## Личная жизнь
Мелле ван ’т Ваут находится в настоящее время со своей девушкой Сельмой Паутсмой. Они встречаются с 2021 года, а с лета 2023 года живут вместе в Херенвене.